# Pirogost
Pirogost lub Piragast (gr. Πειράγαστος Peiragastos) – wódz słowiańskiego plemienia Sklawinów z końca VI wieku. Znany z relacji Teofilakta Symokatty.
W 597 roku Piotr, brat cesarza bizantyjskiego Maurycjusza, w odwecie za wcześniejsze wyprawy łupieżcze wyruszył wraz z wojskiem przeciwko stacjonującym po północnej stronie Dunaju Sklawinom. Słowianie zostali rozbici, a w walce poniósł śmierć ich wódz imieniem Pirogost, tytułowany przez Teofilakta fylarchą lub taksjarchą.